# Pedicularis cyathophylla
Pedicularis cyathophylla ist eine Pflanzenart aus der Gattung der Läusekräuter (Pedicularis). Sie ist in Teilen Chinas beheimatet.

## Beschreibung
Pedicularis cyathophylla ist eine ausdauernde, krautige Pflanze, die Wuchshöhen von 15 bis 55 Zentimeter erreicht. Die Wurzeln sind konisch, an ihren Enden befinden sich Büschel fadenförmiger Wurzeln. Die Stängel sind flaumig behaart. Die Blätter sind zu dritt oder viert in Quirlen angeordnet. Die Blattstiele und die Basis der Tragblätter sind stark verbreitert und becherförmig miteinander verwachsen sowie bis 5 Zentimeter hoch. Die Blattspreite ist lang elliptisch, 14 × 4 Zentimeter groß, fiederschnittig und auf der Oberseite auf den Blattadern spärlich bewimpert. Der Kelch ist ungefähr 1,5 Zentimeter groß, lang flaumig behaart und tief gespalten. Die zwei Kelchlappen sind länglich-lanzettlich, 2 bis 3 Millimeter lang und eingeschnitten gesägt. Die Krone ist 5 bis 6 Zentimeter groß und violett-rot. Die Kronröhre ist zur Spitze hin in einem rechten Winkel umgebogen, schlank und 3,5 bis 5 (selten bis 6) × 2 bis 2,5 Zentimeter groß. Der Schnabel ist ungefähr 7 Millimeter lang und nach innen gebogen. Die Unterlippe ist breiter als lang. Die Staubfäden sind durchgehend flaumhaarig. 
Die Art blüht von Mai bis Juli und fruchtet von Juli bis August.

## Vorkommen
Pedicularis cyathophylla ist im Südwesten der Provinz Sichuan und im Nordwesten der angrenzenden Provinz Yunnan in der Volksrepublik China endemisch. Die Art wächst dort auf alpinen Wiesen in Höhenlagen von ungefähr 4700 Meter.

## Belege
- Yang Han-bi, Noel H. Holmgren, Robert R. Mill: Pedicularis cyathophylla. In: Flora of China. Volume 18. 1998 (online)